# Дејан Вуковић
Дејан Вуковић (Бечеј, 15. октобар 1978) српски је политичар. Изабран је за посланика Покрета обнове Краљевине Србије у Скупштини Аутономне Покрајине Војводине након избора 2020.

## Биографија
Диплимирани је машински инжењер. Живи у Бечеју.